# Goran Dragić
Goran Dragić (Ljubljana, 6. svibnja 1986.) umirovljeni je slovenski profesionalni košarkaš, srpsko-slovenskog podrijetla. Igrao je na pociji razigravača ili beka šutera, a zadnji klub mu je bila NBA momčad Milwaukee Bucks.

## Karijera

### Klupska karijera

#### Europa
Karijeru je započeo 2003. u slovenskom niželigašu Ilirija Ljubljana. Za Iliriju je odigrao jednu sezonu, nakon čega seli u tadašnjeg slovenskog NLB ligaša KD Slovan. Nakon što je dvije sezone proveo u Slovanu, 2006. potpisuje za španjolsku TAU Cerámicu, no nikada nije zaigrao za taj klub; najprije je otišao u Murciu na jednogodišnju posudbu, da bi sljedeće godine bio posuđen slovenskoj Union Olimpiji. S Olimpijom je osvojio naslov slovenskog prvaka.
Tijekom neigranja NBA lige 2011. ponovno se vraća igrati u Europu za Caju Laboral.

#### NBA
Dragić je izabran u 2. krugu (45. ukupno) NBA drafta 2008. od strane San Antonio Spursa. Sunsi su kasnije otkupili prava na njega. Kako je bio vezan ugovorom za TAU Cerámicu, Sunsi su otkupili njegov ugovor i službeno je za momčad Phoenixa potpisao 22. rujna 2008. Doveden je u klub kao adekvatna zamjena za Stevea Nasha.
Dana 24. veljače 2011. Dragić je poslan u Houston Rocketse u zamjenu za Aarona Brooksa. Također, Rocketsima je pripao izbor prvog kruga drafta NBA lige, osim u slučaju da Sunsi dobiju mogućnost biranja među prvima ove godine.
Nakon povratka iz Europe kratko igra za Houston te postaje slobodan igrač za sljedeću sezonu kada prelazi u Phoenix Sunse kao zamjena za Stevea Nasha koji je otišao u LA.

### Reprezentativna karijera
S reprezentacijom do 20 godina je osvojio europsko zlato 2004. godine. 
Godine 2006. pristupa seniorskoj reprezentaciji, te sudjeluje na svjetskom prvenstvu te godine. Sudjelovao je i na europskim prvenstvima 2007., 2009. i 2013. godine. Na Europskom prvenstvu 2017. godine s reprezentacijom Slovenije osvaja zlatnu medalju i biva proglašen za MVP turnira.

## Uspjesi

### Klupski uspjesi
Union Olimpija:

Prvenstvo Slovenije (1): 2007/08.

Kup Slovenije (1): 2008.

### Reprezentativni uspjesi
Europsko prvenstvo: 

- zlato FIBA Eurobasket 2017. Turska Slovenija

Europsko prvenstvo do 20 godina:

- zlato Europsko prvenstvo do 20 godina u košarci 2004. Slovenija

### Pojedinačni uspjesi
Euroskar (1): 2017.

NBA All-star (1): 2018.

Igrač NBA koji je najviše napredovao (1): 2013/14.

Idealni tim NBA — treća postava (1): 2013/14.

Najkorisniji igrač Europskog prvenstva (1): 2017.

Idealni tim Europskog prvenstva (1): 2017.

## Vanjske poveznice
- Profil na NBA.com (engl.)
- Profil na Euroleague.net (engl.)
- Profil  Arhivirana inačica izvorne stranice od 2. listopada 2013. (Wayback Machine) na DraftExpress.com (engl.)
- Profil  Arhivirana inačica izvorne stranice od 1. ožujka 2021. (Wayback Machine) na ESPN.com (engl.)